# Rohr und Stein

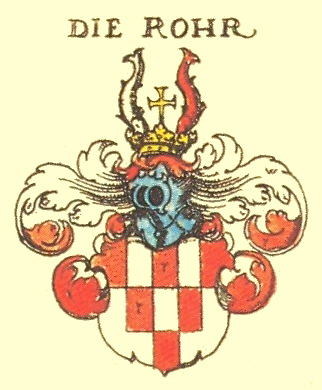
Wappen der Familie von Rohr und Stein nach Siebmacher (1605)

Rohr und Stein (auch Rhor, Rorau, Rohr von Steine oder Rohr-Ratowski) ist der Name eines alten schlesischen Adelsgeschlechts. Die Familie gehörte zum Uradel im Herzogtum Brieg. Das Geschlecht ist ausgestorben und nicht verwandt mit dem gleichnamigen bayerischen Uradelsgeschlecht von Rohr, welches in der Neuzeit überwiegend in der Mark Brandenburg ansässig war.

## Geschichte
Erstmals erwähnt wird das Geschlecht mit Eberhard von Rorow am 22. September 1277 in einer Urkunde zu Breslau als fideles (lat. Getreuer) des Herzogs Heinrich von Schlesien. Mit dem am 19. Januar 1435 als Marschall des Bischofs von Breslau urkundlich erscheinenden Ritter Lorenz Roraw beginnt die ununterbrochene Stammreihe.
Symon Rorow, herzoglich-schlesischer Hauptmann zu Trebnitz, erwarb 1317 das Gut Rathe bei Trebnitz im Herzogtum Oels, das bis zum 16. Jahrhundert im Familienbesitz verblieb. Diese Linie führte zeitweise auch den Namen Rohr-Ratowski.
Im 15. Jahrhundert konnte die Herrschaft Medzibor, der neue Stammsitz, erworben werden. Melchior von Rohr ließ im Jahre 1481 die Kirche in Medzibor errichten. Zu diesem Besitz gehörte auch das Gut Steine, das Angehörige dieses Zweiges ihrem Namen hinzufügten. Die gesicherte Stammreihe der Linie beginnt mit Georg von Rohr und Stein (* um 1560; † 1618). Georg Moritz von Rohr und Stein war Landeshauptmann und besaß ab 1688 Altwasser im Waldenburger Bergland, wo er die ersten Badeeinrichtungen errichtete. Albrecht von Rohr war Anfang des 17. Jahrhunderts Landesbestellter im Herzogtum Schweidnitz und Jauer und Gesandter des Herzogs Heinrich Wenzel von Oels-Bernstadt in Prag. David von Rohr starb im Jahre 1629 als kaiserlicher und herzoglicher Oberamtskanzler von Münsterberg, Oels und Bernstadt.

## Wappen
Das Wappen zeigt in Silber sechs (3:2:1) rote Schindeln oder Ziegelsteine. Auf dem Helm mit rot-silbernen Helmdecken steht, zwischen zwei gestürzten und gewundenen rechts silbernen und links roten Fischen, ein goldenes Kreuz.

### Wappensage
Der Urahn der schlesischen Familie von Rohr soll ein kaiserlicher Hauptmann und heldenmütiger Soldat um das Jahr 1100 gewesen sein, der die von den Türken lange Zeit gehaltene Festung Wudzin (oder Buschin) in Kroatien erobern sollte. Er erfüllte seinen Auftrag, da er sich als erster auf die Mauern der Festung wagte, wobei er einige Ziegelsteine selbst herausgerissen haben soll. Zu dessen ewigem Andenken wurde ihm auf dem Schild die ausgebrochenen Ziegel, in der Stellung wie sie herabgefallen waren, einverleibt, auf dem Helm aber ein Kreuz gesetzt zum Zeugnis, dass er die Festung den Feinden des Kreuzes entrissen hatte. Dieses Kreuz wird von zwei Delphinen gehalten, die die List und Hurtigkeit bei seiner Tat darstellen sollen.